# برياني أصفهاني
برياني أصفهاني (بریان اصفهان) هو أحد الأطباق التقليدية في مدينة أصفهان الإيرانية، وهو عبارة عن لحم مقلي يقدم على قطعة خبز (عادًة خبز سنگك) مع البصل والخضروات على جانب الطبق.
يُطهى ويُباع في مطاعم متفرده (البرياني)، ولا يُقدم عادةً مع الأطعمة الأخرى؛ يسميه السكان المحليون بریون.
كتب جان بابتيست تافيرنييه عن هذا الطعام في مجلته الخاصة. كما كتب جان شاردان روايتين عن البرياني. وقد وصفها أيضًا الطباخ الشخصي لعباس الكبير نور الله.